# Ichon-dong
Ichon-dong (koreanska: 이촌동)  är en stadsdel i stadsdistriktet Yongsan-gu i Sydkoreas huvudstad Seoul.  

## Indelning
Administrativt är Ichon-dong indelat i:
| Namn    | Namn             | Yta km² | Invånare 31 dec 2020 |
| ------- | ---------------- | ------- | -------------------- |
| 이촌1동 | Ichon 1(il)-dong | 2,86    | 28 961               |
| 이촌2동 | Ichon 2(i)-dong  | 1,22    | 8 808                |